# 1675

## أحداث
- 22 نوفمبر: تأسيس مدينة ميديلين وتقع حاليا في كولومبيا.
- بداية الحرب السكونية في 1675 والتي انتهت في 1679.

## مواليد
- ألكسندر سيلكيرك بحّار مالي
- الإمبراطور هيغاشي-ياما
- بندكت الرابع عشر
- بيير لومونييه فيزيائي فرنسي
- عبد الله السماهيجي محدث شيعي
- عوض محمد باشا
- يوهان فيلهلم باير
- يوهان كريستيان ليمان فيزيائي ألماني

## وفيات
- جيمس جريجوري
- مراد باي الثاني
- يوهانس فيرمير